# دونالد بي. غيليز
دونالد بي. غيليز هو رياضياتي وعالم حاسوب ومهندس كندي، ولد في 15 أكتوبر 1929 في تورونتو في كندا، وتوفي في 17 يوليو 1975 في أوربانا في الولايات المتحدة.